# Palintropa
Palintropa is een geslacht van vlinders van de familie tastermotten (Gelechiidae).

## Soorten
- P. hippica Meyrick, 1913
- P. peregrina Clarke, 1971